# Unidad múltiple

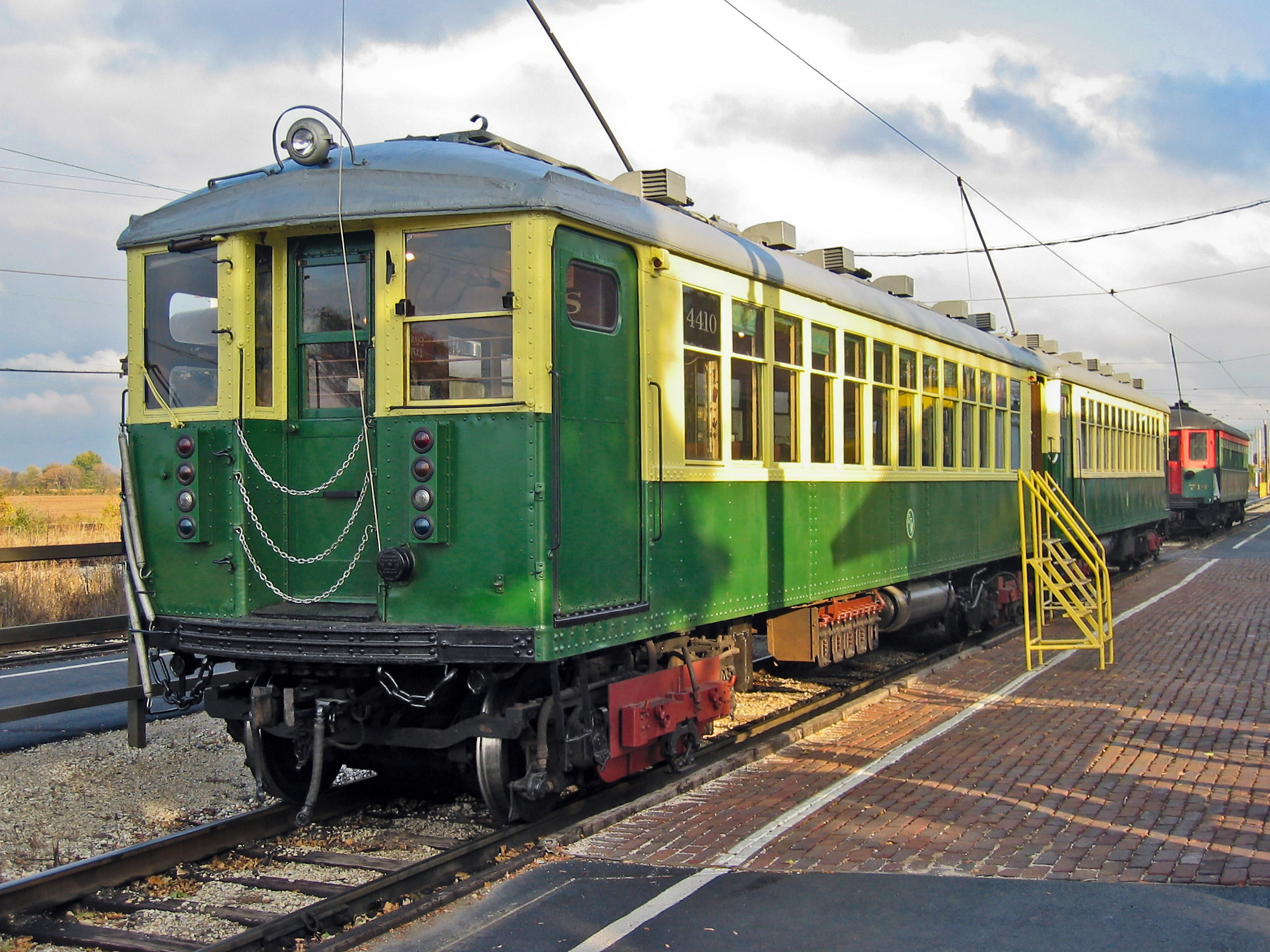
Automotor eléctrico múltiple del Chicago Rapid Transit Company de 1922. Ver: Frank Julian Sprague-Sección: La unidad de tren múltiple.

Unidad múltiple o unidad de tren es un conjunto de vehículos automotores y remolques que forman una composición indivisible preparada para circular sola o para acoplarse a otras composiciones, de esta manera formando un tren autopropulsado sin la necesidad de una locomotora.
Aunque existe la tendencia a tomar como sinónimos los términos «automotor» y «unidad múltiple», lo cierto es que ambos conceptos son semejantes, pero no iguales, ya que existen una serie de diferencias que no pueden ser obviadas. El automotor es una composición indivisible en condiciones normales, capaz de propulsarse por sus propios medios sin necesidad de contar con una locomotora que le dé tracción, puesto que cuenta con todos los dispositivos (mecánicos y de control) para efectuar la tracción. En contra de la creencia popular, en la cual la palabra «automotor» se usa para identificar a un tren autopropulsado de tracción diésel; el automotor puede ser de tracción eléctrica o diésel.

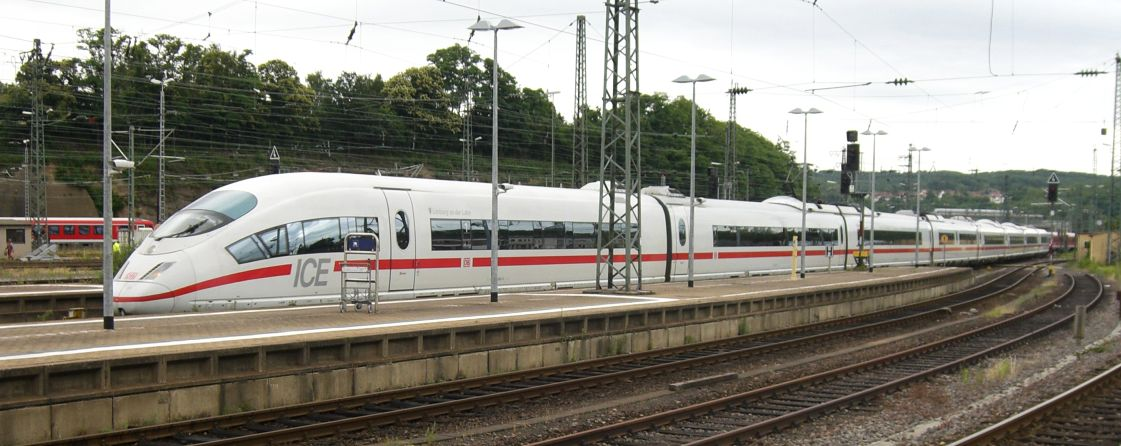
Automotor eléctrico múltiple de alta velocidad ICE 3 de Alemania

## Tipos
Las unidades múltiples son de tres tipos motrices principales:
- Unidad múltiple eléctrica
- Unidad múltiple diésel
- Unidad múltiple diésel-eléctrica

## Historia y descripción

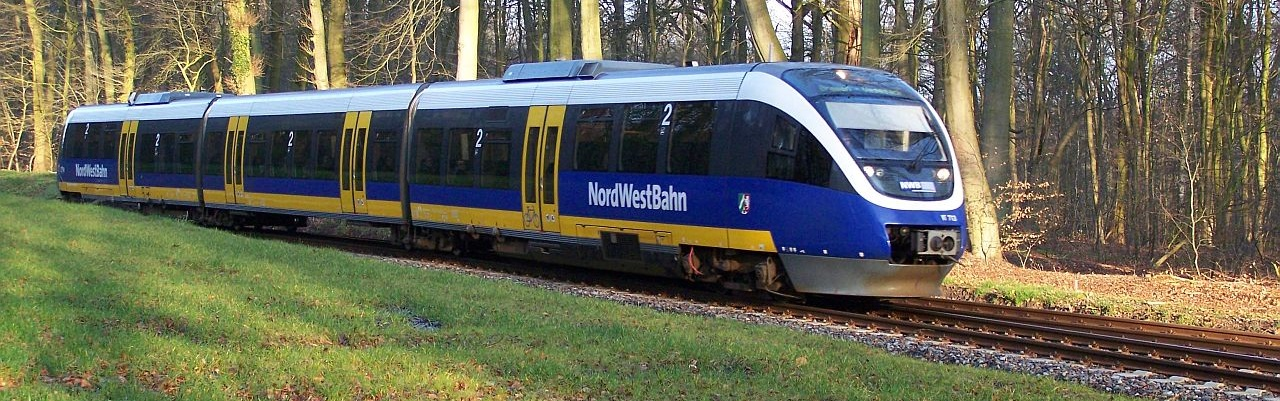
Automotor con motor diésel de unidades múltiples Bombardier Talent.

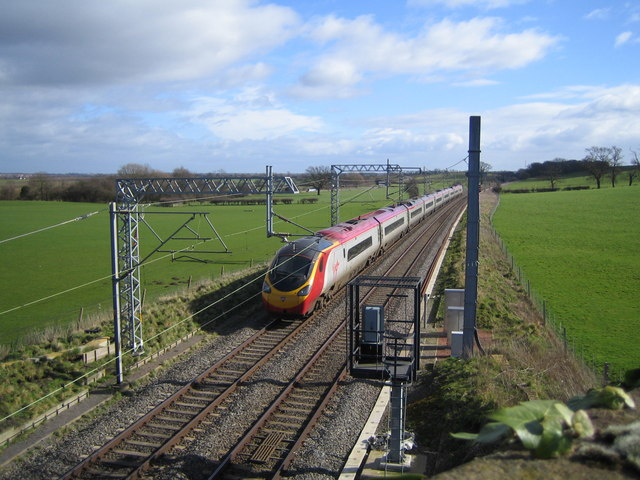
Con el sistema de control de «unidades múltiples», varios automotores pueden funcionar eficazmente en el mismo tren, permitiendo formaciones más largas. Aquí el tren de alta velocidad Pendolino.

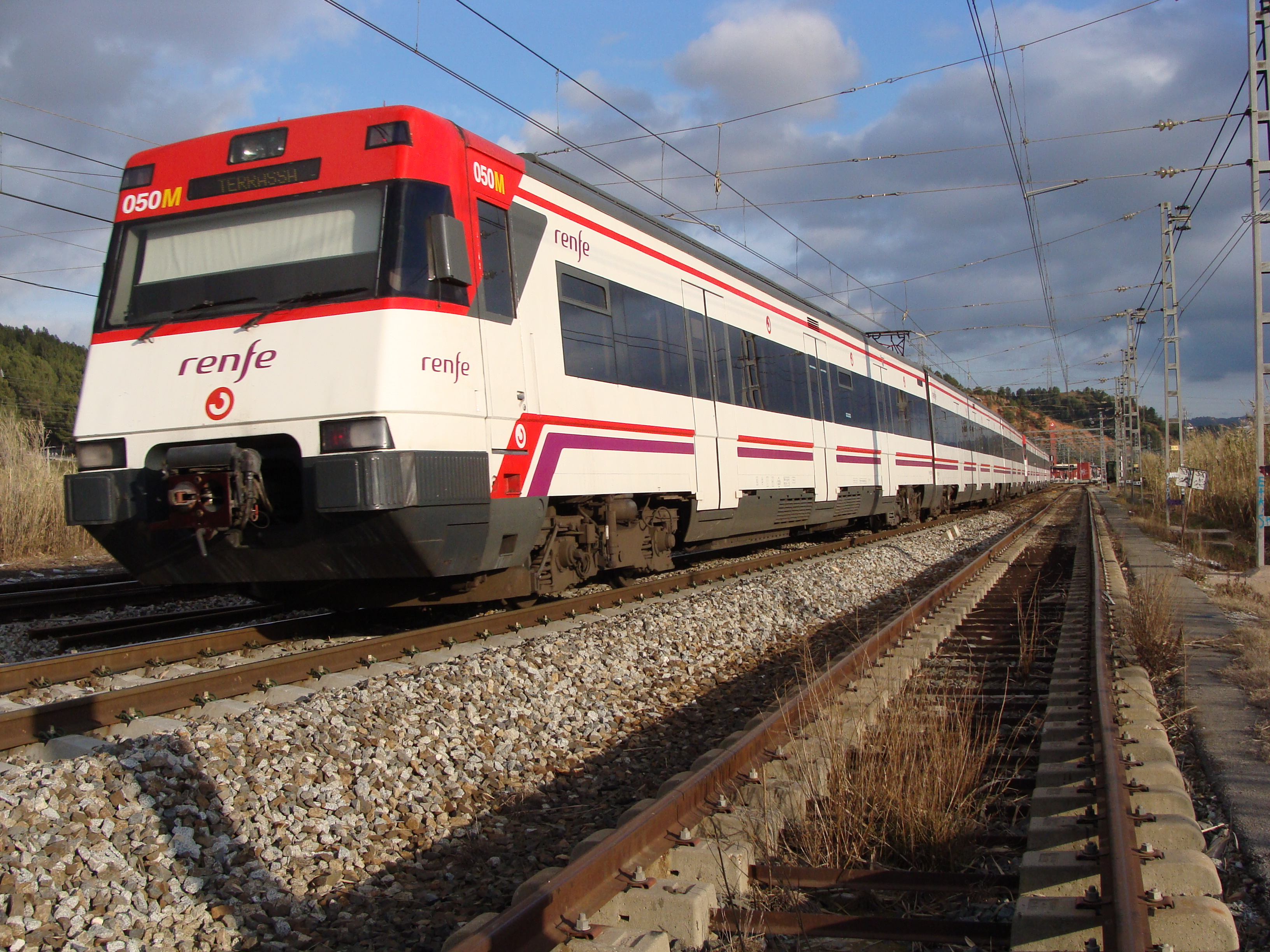
Unidad múltiple Renfe 447 eléctrica haciendo entrada en la estación de Castellbisbal en Barcelona.

La unidad de tren múltiple fue concebida por Frank Julian Sprague y aplicada y probada por primera vez en el South Side Elevated Railroad (que hoy en día forma parte del Chicago «L») en 1897.
El automotor admite múltiples tipos de composición, ya que puede acoplar otros automotores, coches remolque e incluso vagones de mercancías. Por otra parte, la unidad de tren está formada por la unión de dos o más coches de manera permanente, pudiendo el coche motor, en algunos casos, circular de manera independiente, aunque estos casos son relativamente aislados. Tanto el automotor como la unidad de tren tienen, por lo general, la posibilidad de formar composiciones múltiples con otros vehículos de iguales o similares características, para poder adaptar la capacidad de la composición en función de la demanda de viajeros. Es el caso de las series 446 y 447, las cuales, a pesar de contar con equipos eléctricos y electrónicos completamente diferentes, pueden acoplarse entre sí.
Una unidad de tren es un conjunto indeformable de vehículos encabezados por uno o varios vehículos motores, denominados como «coche motor», y por un número variable de remolques, que pueden ser intermedios o pilotos, mientras que un automotor se encuentra formado por un único coche motor, al que pueden agregarse, de manera «deformable», más coches (motores y/o remolques) para aumentar la capacidad del tren. Así, aunque normalmente son conocidos como «automotores», lo cierto es que las series de trenes autopropulsados 592, 593, 594, 597 "TER" y 598 de Renfe son en realidad unidades de tren, puesto que se encuentran formados por dos o más coches acoplados de manera permanente entre sí. Por el contrario, sí son automotores las series 590, 595 y 596, dado que a los vehículos motores se les pueden (o podían en el caso de las serie 590 y 595, ya desaparecidas) acoplar más coches de manera «deformable». El coche motor de una unidad de tren normalmente va situado en un extremo de la composición, si la composición es de dos coches motores éstos se situarán de manera simétrica. No obstante, existen algunos casos de coches motores intermedios, es decir, sin cabina de conducción, estando normalmente destinados a reforzar la tracción de autopropulsados con coches motores en los extremos. Este es el caso de los coches «S» de las series 3000, 7000, 8000 y 9000 del Metro de Madrid. Por su parte, los coches remolques pueden ser intermedios, careciendo de cabina de conducción y dotados con acceso desde los demás coches de la composición por ambos testeros, y remolques con cabina de conducción, coches similares a los intermedios, pero dotados de una cabina de conducción en un extremo, generalmente similar o idéntica a la del coche motor, cuya finalidad es poder efectuar la conducción en ambos sentidos.

### Múltiples variantes
Puede haber trenes autopropulsados con múltiples variantes en su composición, entre las cuales se destacan, por su especial relevancia, las siguientes:
- Mc+R+Rc: un coche motor, un remolque central y un remolque cabina. Ej.: serie 440 de Renfe.
- Mc+Rc: un coche motor y un remolque cabina. Ej.: serie 2000 del Metro de Madrid.
- Mc+R+Mc: dos coches motores entre los cuales se encuentra un remolque. Ej.: serie 447 de Renfe.
- Mc+4R+Mc: dos coches motores y cuatro remolques intermedios. Ej.: serie 450 de Renfe.

### Aplicaciones
Prácticamente todo el material rodante de los transportes metropolitanos, como los utilizados en los sistemas del metro, son trenes de unidades múltiples, por lo general eléctricos. Muchos de los trenes de alta velocidad son también de material rodante de unidad múltiple, como el Shinkansen japonés, el alemán ICE 3 y el francés AGV de Alstom. 
Variantes en material rodante de unidades de tren: 
- Tren de alta velocidad
- Tren regional y local
- Tren metropolitano
- Tren de montaña

## Características
El coche motor de un tren autopropulsado, además de tener su interior adaptado al transporte de pasajeros (asientos, iluminación, climatización, etc.), dispone de los mecanismos y equipos necesarios para efectuar tracción y frenado de manera autónoma e independiente de una locomotora. 
Los coches remolcados son asimilables, en cuanto a características y prestaciones técnicas, a coches de viajeros convencionales, pues al igual que éstos carecen de mecanismos de propulsión, disponiendo de sistema de freno conjugado con el freno del coche motor, para que el frenado sea lo más efectivo posible. Los coches remolcados situados en el extremo opuesto al coche motor disponen de una cabina piloto, permitiendo que el tren pueda circular en ambos sentidos sin impedimentos de ninguna clase.

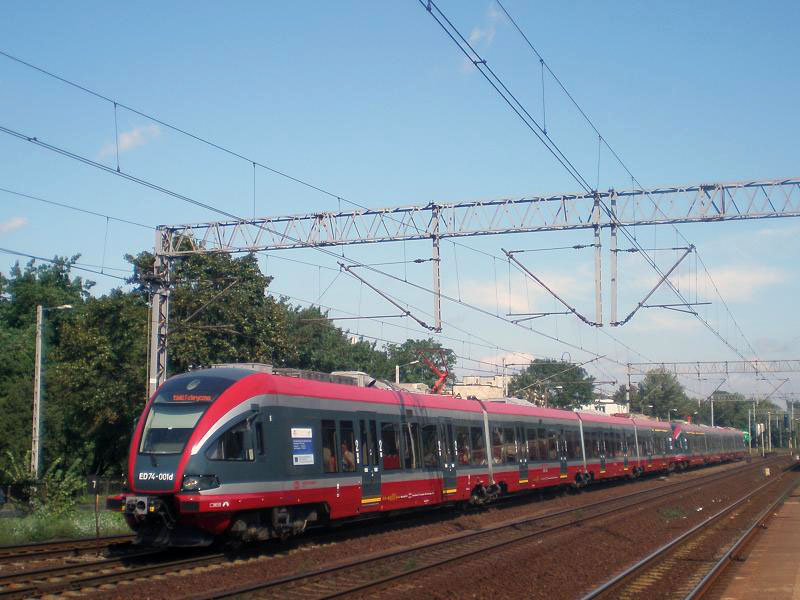
Unidad múltiple eléctrica PESA ED74 Bygostia.

Una de las principales ventajas de las unidades de tren es su reversibilidad, ya que, al disponer de una cabina de conducción en cada extremo, solo es necesario que el maquinista cambie de cabina. En las composiciones remolcadas, tanto de material convencional como Talgo, a menos que el tren cuente con un coche dotado de cabina piloto en el extremo opuesto a la locomotora dentro de la composición, es preciso que la locomotora cambie de un extremo a otro de la composición, lo cual hace que el tren esté detenido más tiempo del realmente necesario para que los viajeros suban y bajen del tren, penalizando notablemente los tiempos de viaje en aquellos trayectos que requieran una o más inversiones de marcha, como es el caso de los trenes Arco entre Barcelona y Murcia, en los cuales la locomotora debe cambiar de posición varias veces, debido a que algunas de las estaciones del trayecto se encuentran en fondo de saco.
Otra de las ventajas de las unidades de tren es su gran poder de aceleración, lo que las hace muy adecuadas para servicios con muchas paradas y/o poca distancia entre ellas, como en el caso de los ferrocarriles de cercanías o las redes de ferrocarriles metropolitanos.
Dentro de la familia de trenes autopropulsados, hay infinidad de tipos de vehículos, según se destinen a un servicio u otro. Para servicios en ferrocarriles metropolitanos se utilizan trenes con una gran capacidad de plazas, principalmente de pie, y dotados de un gran número de puertas por costado (normalmente tres o cuatro puertas por costado y coche), para facilitar los movimientos de salida y entrada de los pasajeros, uno de los factores que más retrasan la marcha en las redes metropolitanas. En las redes de cercanías de las grandes ciudades se emplean vehículos similares a los de las redes de metro en cuanto a la concepción general de los vehículos, pero con un mayor número de plazas sentadas en detrimento de las plazas de pie y, por lo general, con un mayor confort, tanto en suavidad de marcha como en asientos. Para servicios regionales, tanto de corta distancia como de larga distancia, los vehículos más adecuados son aquellos que dispongan de dos o tres plataformas de acceso, separando cada plataforma dos salones o espacios de viajeros, de manera que se consigue una eficaz distribución de los pasajeros a lo largo del vehículo, a la vez que se logra un mayor número de plazas sentadas o, en su defecto, una mayor separación entre los asientos. Esta distribución de espacios permite que, llegado el caso, estos trenes se puedan emplear en redes de cercanías. En los servicios de largo recorrido servidos con trenes autopropulsados, la distribución de los espacios dentro del vehículo suele ser semejante a la de los coches remolcados de tipo convencional, con un único salón de viajeros que ocupa toda la longitud del coche, quedando los accesos al vehículo en los extremos de dicho salón.

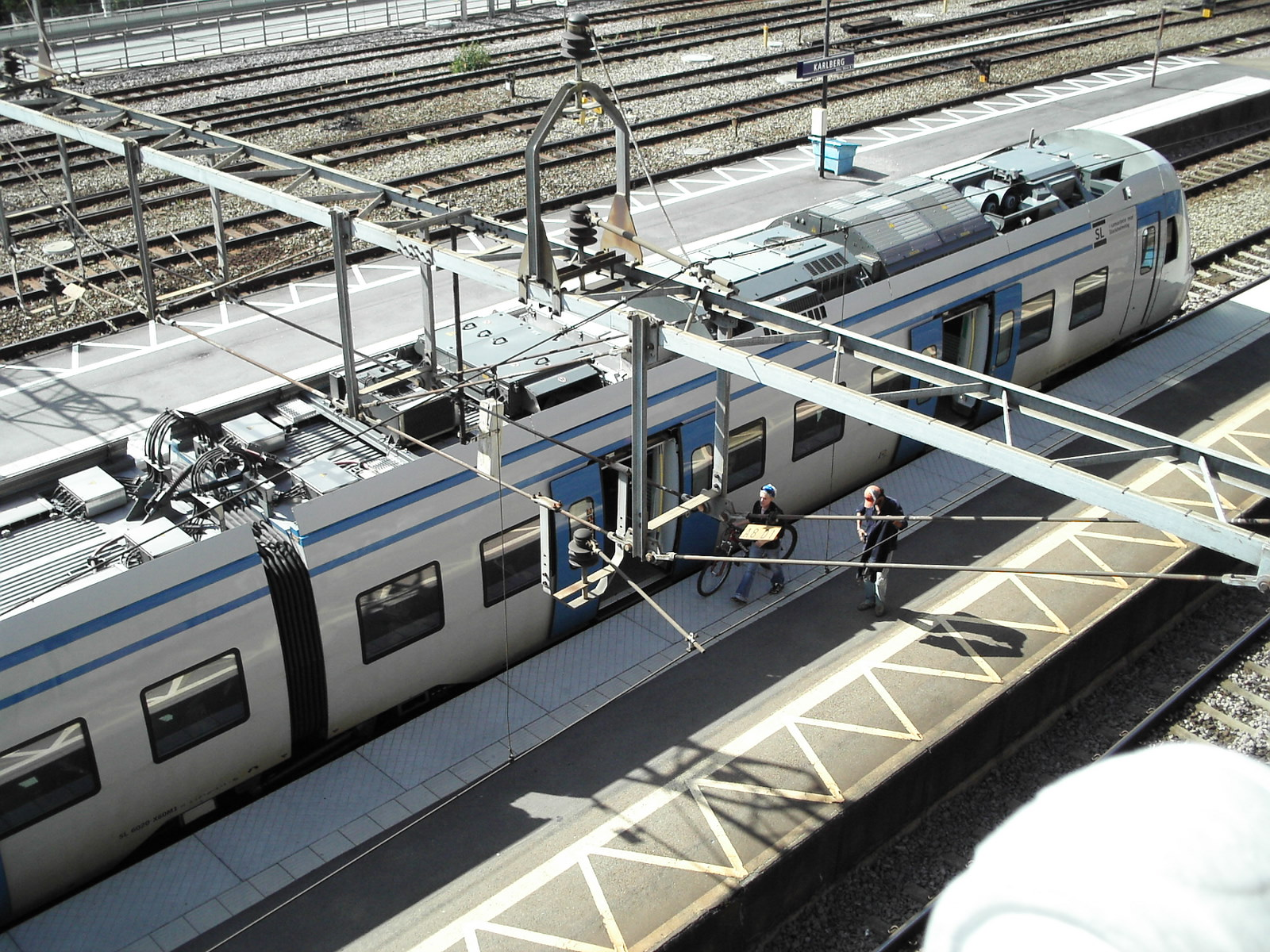
Las unidades múltiples se han convertido en el tipo más común de tren de cercanías
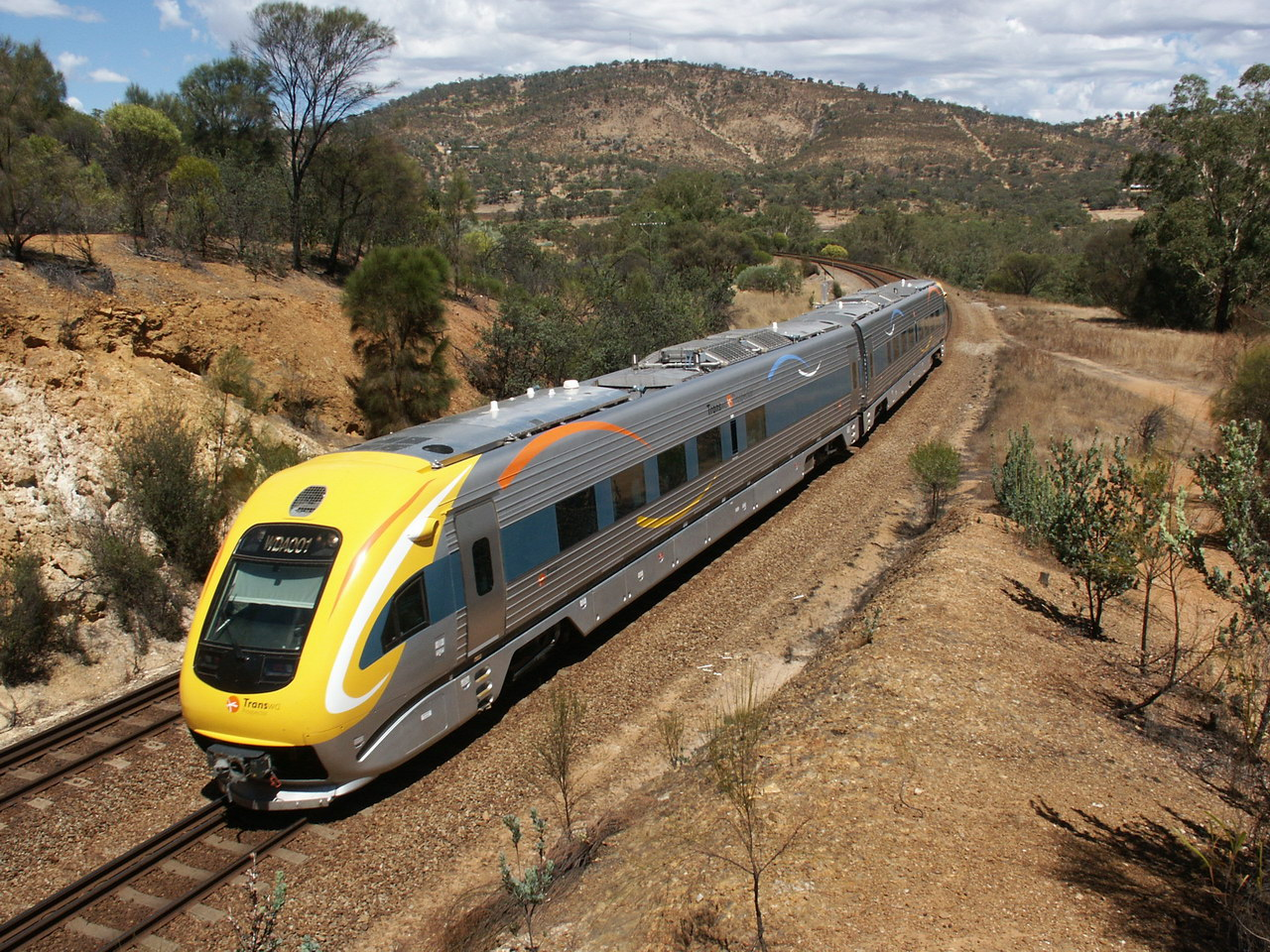
Automotor con motor diésel de unidades múltiples en servicios de media y larga distancia en Australia
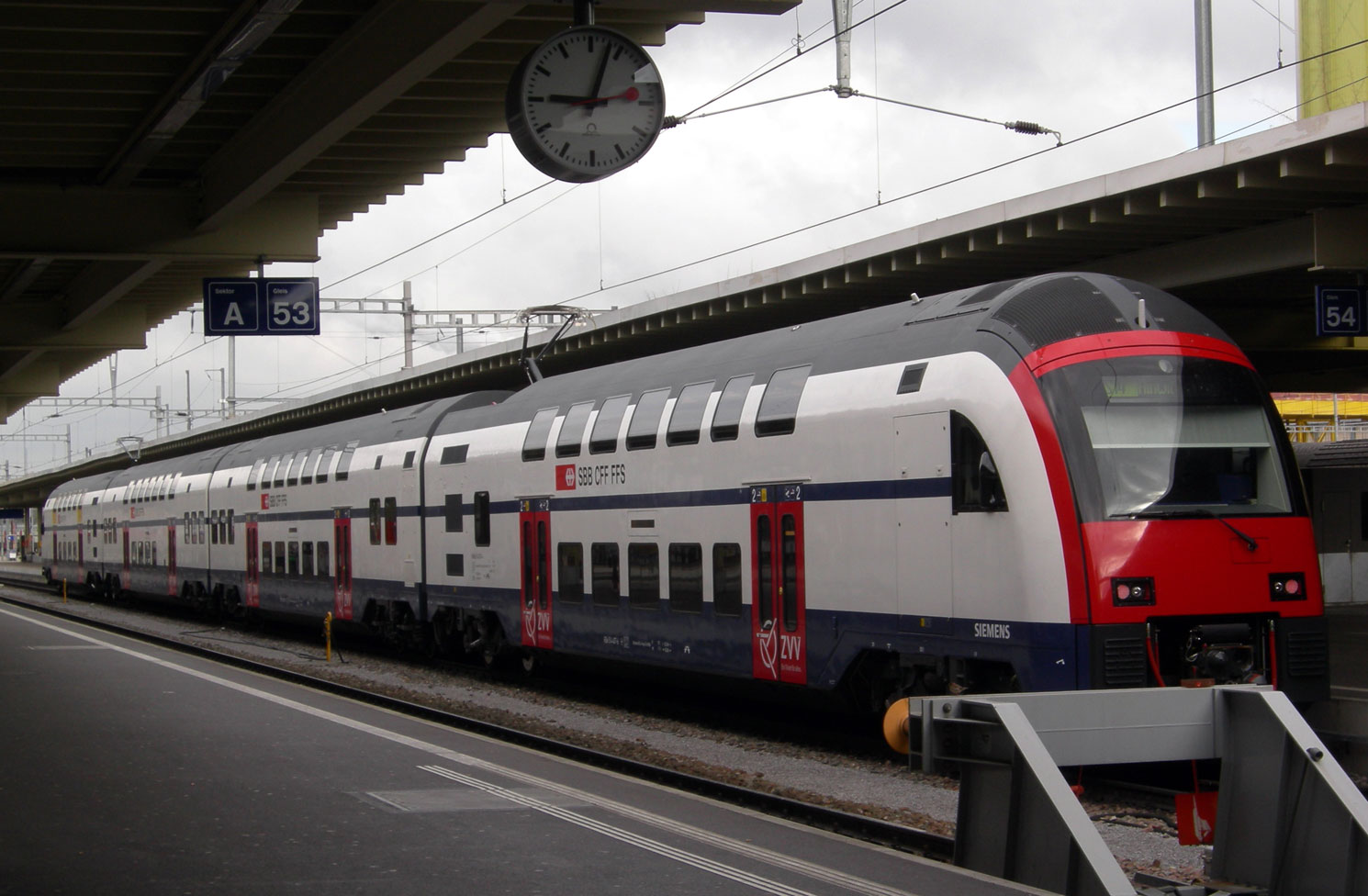
Unidad múltiple de dos pisos Siemens Desiro
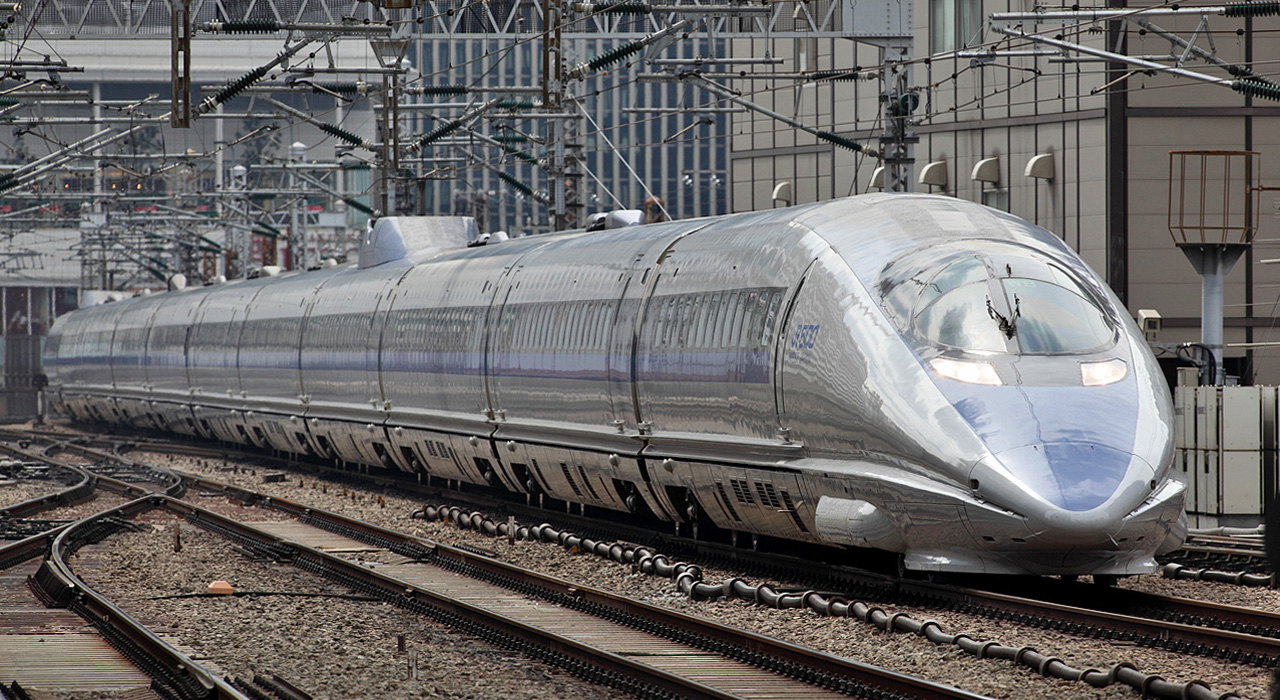
Automotor eléctrico múltiple de alta velocidad Shinkansen del Japón